# Hälltjärnen (Boteå socken, Ångermanland)
Hälltjärnen är en sjö i Sollefteå kommun i Ångermanland och ingår i Ångermanälvens huvudavrinningsområde. Sjön har en area på 0,0793 kvadratkilometer och ligger 290,9 meter över havet.

## Delavrinningsområde
Hälltjärnen ingår i det delavrinningsområde (701398-160726) som SMHI kallar för Ovan 701265-160557. Medelhöjden är 305 meter över havet och ytan är 8,18 kvadratkilometer. Det finns inga avrinningsområden uppströms utan avrinningsområdet är högsta punkten. Loån (Viättån) som avvattnar avrinningsområdet har biflödesordning 2, vilket innebär att vattnet flödar genom totalt 2 vattendrag innan det når havet efter 29 kilometer. Avrinningsområdet består mestadels av skog (93 procent). Avrinningsområdet har 0,3 kvadratkilometer vattenytor vilket ger det en sjöprocent på 3,7 procent.